# منتخب باربادوس لكرة القدم
منتخب باربادوس لكرة القدم (بالإنكليزية: Barbados national football team) الملقب بفخر بايان وهو المنتخب الوطني في بربادوس ويديره اتحاد بربادوس لكرة القدم . لم يسبق له التأهل إلى بطولة بطولة كأس العالم لكرة القدم . أفضل إنجاز حققه في الاقتراب كثيراً من التأهل إلى الكأس الذهبية 2005 .

## وصلات خارجية
- قائمة بيانات المنتخب من الموقع الرسمي للفيفا باللغة العربية